# سان کویریکو داورچیا
سان کویریکو داورچیا (به ایتالیایی: San Quirico d'Orcia) یک کومونه در ایتالیا است که در استان سیه‌نا واقع شده‌است. سان کویریکو داورچیا ۴۲٫۲ کیلومتر مربع مساحت و ۲٬۵۲۶ نفر جمعیت دارد و ۴۰۹ متر بالاتر از سطح دریا واقع شده‌است.

## خواهرخوانده
شهر ایزولا دل جیلیو خواهرخواندهٔ سان کویریکو داورچیا هست.

## نگارخانه

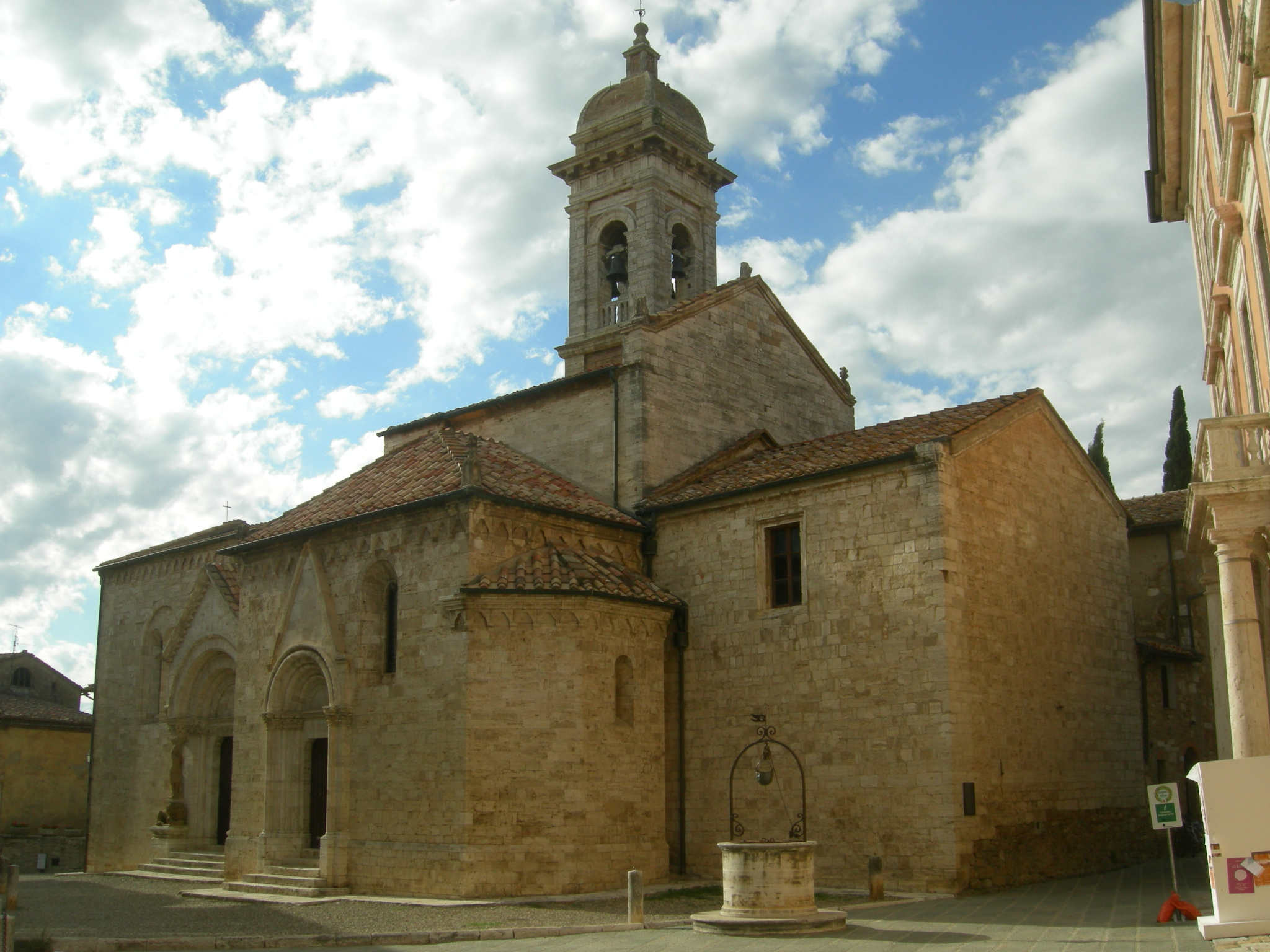
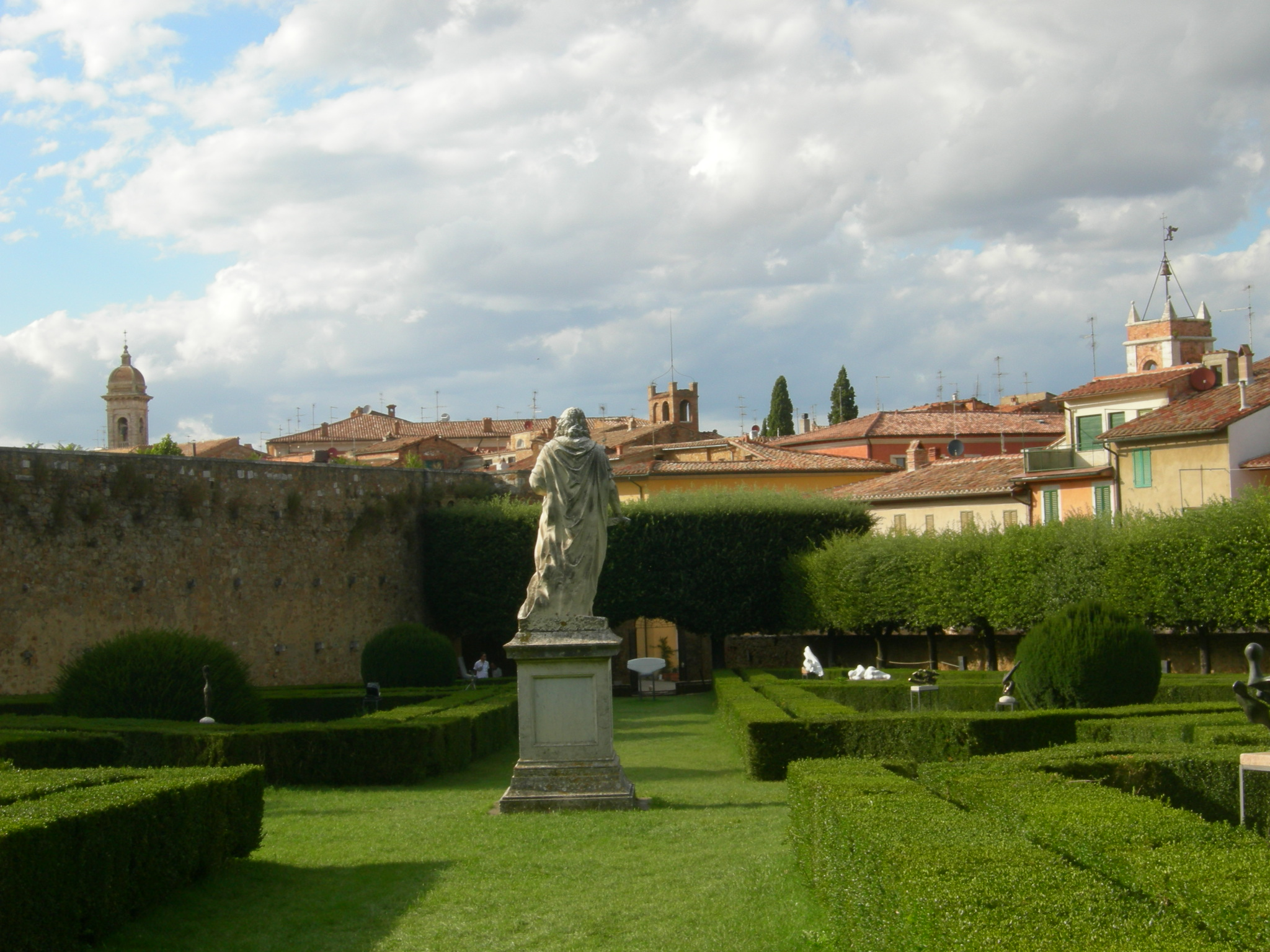